# أحمد بن عيسى بن زيد
أبو عبد الله أحمد بن عيسى بن زيد بن علي بن الحسين بن علي بن أبي طالب الهاشمي (157 - 247 هـ = 773 - 861 م)، إمام وفقيه وراوي حديث. وهو من أعلام أهل البيت.

## سيرة
قبل إنه ولد يوم الثاني من شهر محرم الحرام سنة 157هـ، وتوفي سنة 247 هـ في البصرة في العراق وقد جاوز الثمانين سنة. وفي عمدة الطالب ذكر أنه ولد سنة 158 وتوفي سنة 240 هـ.
عاش في: واسط، وعبادان، والبصرة، وبغداد، والكوفة، وقيل إن أُمّه: عاتكة بنت الفضل بن عبد الرحمن بن ربيعة بن الحارث بن عبد المطلب. وفي عمدة الطالب ذكر أنها: عاتكة بنت الفضل بن عبد الرحمن بن العباس بن الحارث الهاشمية.
وقد سمي «المختفي» لأنه خرج أيام الرشيد فأخذ وحبس وخلص واختفى إلى أن مات بالبصرة، فلذلك سمي المختفي قاله في عمدة الطالب.
قال أبو الفرج الاَصفهاني: «إنّه وُشيَ إلى هارون بأحمد بن عيسى والقاسم بن علي بن عمر بن علي بن الحسين فأمر بإشخاصهما إليه من الحجاز فلمّا وصلا إليه، أمر بحبسهما فحبسا في سعة عند الفضل بن الربيع مكاناً عنده قال: فاحتال بعض الزيدية فدسّ إليهما فالوذجاً في حاجات أحدهما مُبْنج فأطعما المُبْنج الموكّلين، فلمّا علما إلى ذلك قد بلغ فيهم خرجا، ـ إلى أن قال: ـ ولم يزل مدّة ببغداد مستتراً، وقد بلغ الرشيد خبره، فوضع الرصد في كل موضع، وأمر بتفتيش كل دار، يتّهم صاحبهما بالتشيع وطلب أحمد فيها، فلم يزل ذلك دأبه حتى أمكنه التخلص فمضى إلى البصرة فأقام بها».
وقال الذهبي في ميزان الاعتدال: «أحمد بن عيسى بن زيد له كتاب «الصيام» روى عن حسين (يريد الحسين بن علوان) روى عنه محمد بن منصور الكوفي».
وقال الموَيّدي: الاِمام أبو عبد اللّه أحمد بن عيسى بن زيد بن علي بن الحسين السبط - عليهم السلام - فقيه آل محمد، وله الاَمالي المعروفة بعلوم آل محمد سمّاها الاِمام المنصور باللّه «بدائع الاَنوار». توفي وقد جاوز الثمانين سنة 247هـ، وقد كان حبسه الرشيد ثم أخرجه اللّه تعالى وبقي في البصرة إلى أن توفّي.
أولاده: محمد وعلي 

## من آثاره
- له كتب في الأحكام[3]
- وكتاب بعنوان: رأب الصدع - أمالي أحمد بن عيسى بن زيد بن علي عليهم السلام، جمعه فقيه ومحدث الزيدية محمد بن منصور المرادي، وحققه السيد العلامة علي بن إسماعيل المؤيد (ت 1390هـ/1970م).[12]